# Richard Manualpillai
Richard Manualpillai (* 1987 in Hamburg) ist ein deutscher Schauspieler.

## Leben
Richard Manualpillai machte nach seinem Abitur, das er am Gymnasium Allee in Hamburg-Altona ablegte, zunächst eine Berufsausbildung zum IT-Systemkaufmann bei der Deutschen Telekom.
Erste Bühnenerfahrungen sammelte er ab 2008 im Jugendclub des Hamburger Schauspielhauses. Sein Schauspielstudium absolvierte er von 2014 bis 2019 an der Universität der Künste Berlin. Während seines Studiums hatte er Engagements bei der Vaganten Bühne Berlin, an den Kammerspielen des Deutschen Theaters und am Hans-Otto-Theater in Potsdam. Am Theater arbeitete er u. a. mit den Regisseuren Stefan Lochau, Fabian Gerhardt und András Dömötör.
Seit 2020 spielt er am Ost-Passage Theater in Leipzig.
Manualpillai ist auch in Film- und Fernsehrollen zu sehen. Er spielte in mehreren Kurzfilmen, in verschiedenen TV-Serien und in der Amazon-Video-Produktion Sex Zimmer, Küche, Bad. In der 2. Staffel der Krimiserie Watzmann ermittelt (2021) übernahm er eine Episodenrolle als tatverdächtiger Küchenhelfer Jamal. In der 25. Staffel der TV-Serie In aller Freundschaft (2022) verkörperte er in mehreren Folgen den Arzt Yaris Sujan, den Ex-Freund von Dr. Martin Steins verstorbener Tochter Marie, der das Sorgerecht für das gemeinsame Kind beantragen will.
Richard Manualpillai lebt in Berlin.

## Filmografie (Auswahl)
- 2019: Jegan (Kurzfilm)
- 2021: Watzmann ermittelt: Nouvelle Cuisine (Fernsehserie, eine Folge)
- 2021: SOKO Wismar: Waidmannsheil (Fernsehserie, eine Folge)
- 2021: Sex Zimmer Küche Bad (Fernsehserie, zwei Folgen)
- 2022: In aller Freundschaft (Fernsehserie, vier Folgen)
- 2022: Old People (Kino- und Fernsehfilm, Netflix)
- 2025: SOKO Potsdam: Sex sells (Fernsehserie, eine Folge)